# Sabinov
Sabinov (německy Zeben, maďarsky Kisszeben) je město na severovýchodním Slovensku, v Prešovském kraji.

## Poloha
Město se nachází na řece Torysa, při pohořích Bachureň a Čergov, cca 17 km od Prešova. Leží na železniční trati Kysak–Muszyna.

## Historie
První písemná zmínka o městě jako o královské obci je z roku 1248. Obec byla povýšena na město spolu s Prešovem a Velkým Šarišem v roce 1299 a status svobodného královského města získala v roce 1405. 
První písemná zmínka o Sabinově, jako o v té době již značně rozvinuté královské obci, je z roku 1248. Její obyvatelé se zabývali převážně rolnictvím, teprve později se začala rozvíjet řemeslná výroba. Významným mezníkem v jeho dalším vývoji byl 28. leden 1299, kdy mu uherský král Ondřej III. udělil spolu s Prešovem a Veľkým Šarišem spišská práva – právo volit rychtáře a faráře, právo soudu, lovu a rybolovu, osvobození od daní, mýta, cla a vojenské služby. Od toho dne se změnilo právní postavení Sabinova, který se stal městem. V roce 1405 byl Sabinov povýšen na svobodné královské město, což mu přineslo řadu dalších privilegií. Rozvíjejí se řemesla a dochází ke značnému rozkvětu obchodu. Koncem 15. století se stal Sabinův členem Pentopolitany – sdružení pěti východoslovenských měst, k němuž patřily ještě Košice, Prešov, Bardějov a Levoča. Sabinov měl čistě slovenské obyvatelstvo do poloviny 13. století, kdy se zde usadili němečtí přistěhovalci. O četnosti nových usedlíků svědčí údaje ze 14.–16. století, kdy měly obě národnosti vlastní protestantské kostely a kazatele.
Stavební rozvoj Sabinova s typickým středověkým čočkovitým náměstím začal přestavbou původně rolnické osady. Nejstarší zachované stavby pocházejí z konce 14. století, nejvýznamnější a současně nejstarší architektonickou památkou je gotický kostel zasvěcený sv. Janu Křtiteli. Původní kostel v roce 1461 zcela vyhořel, požár roztavil i zvony. V letech 1484–1518 byl kostel pozdně gotický přestavěn. Vnitřní výzdoba kostela je gotická, renesanční a barokní. Nejcennější je hlavní oltář, jehož originál se nachází v národním muzeu v Budapešti a pochází z dílny mistra Pavla z Levoče. Kostel byl několikrát poškozen požárem. Poslední větší úpravy byly provedeny v letech 1938–1939, v 70. letech byl rekonstruován hlavní oltář. V roce 1992 byla provedena celková vnější rekonstrukce. Zvonice u kostela, postavená ve stylu tzv. východoslovenské renesance, byla dokončena v roce 1657, zvon pochází z roku 1470. Další stavební dominantou historického jádra města je bývalé lyceum, které bylo postavené v renesančním slohu v roce 1530 a které bylo v 18. století přestavěno. Stavební panorama Sabinova doplňují také řeckokatolický kostel, dva evangelické kostely a pravoslavný chrám – postavené na okrajích historického jádra.
V období reformace byl Sabinov znám svým školstvím, řada vynikajících učitelů zde uplatňovala nejmodernější způsoby výuky. Od října 1740 existovalo v Sabinově piaristické gymnázium, které v roce 1784 přesídlilo do vlastní budovy, dnešního muzea. V letech 1867–1877 žil ve městě u svého bratra významný štúrovec Bohuš Nosák-Nezabudov, působil zde také pokrokový učitel Samuel Fábry a slovenský básník Ján Cuker. V období po I. světové válce zde žili a tvořili výtvarní umělci Bandy Cirbus a Ernest Stenhura, jakož i spisovatelka Jolana Cirbusová a Anton Prídavok. Později ve městě vznikly různé kulturní kroužky a organizace. V letech 1922–1924 zde úspěšně pracoval divadelní kroužek Palárik pod vedením Janka Borodáče, který působil v Sabinově jako učitel.
Období 16.–18. století bylo ve znamení rozkvětu, později hospodářského úpadku města. V 19. století byl Sabinův malým provinčním městem se slabě rozvinutou průmyslovou výrobou. V roce 1919 bylo město na krátce okupováno vojsky Maďarské republiky rad. I v letech první Československé republiky hospodářský vývoj nadále zaostával, z větších podniků zde pracovala pila, koželužna a konzervárna. Obyvatelstvo se zabývalo většinou zemědělstvím, které bylo na nízké úrovni. Život města, podobně jako celé Evropy, byl v první polovině 20. století poznamenán světovou hospodářskou krizí, která vyústila do druhé světové války. Její útrapy tvrdě dopadly i na obyvatele Sabinova. Většina židovských obyvatel, kterých bylo v té době v Sabinově mnoho, byla odvlečena do koncentračních táborů, z nichž se jen málokdo vrátil. Sabinov byl osvobozen 21. ledna 1945 rychlým postupem vojsk Rudé armády směrem od Dukly přes Prešov a Bardějov na západ.
Za ČSSR zde bylo vojenské vězení. VÚ 5934 Sabinov. Byli sem umísťováni vojáci základní služby odsouzení vojenskými soudy za méně závažné trestné činy s délkou trestu do dvou let. 
V polovině 80. let 20. století se městskou částí Sabinova stala, do té doby samostatná, obec Orkucany.

## Pamětihodnosti
- římskokatolický kostel Stětí sv. Jana Křtitele a kostel Nanebevzetí Panny Marie
- řeckokatolický chrám Nejsvětějšího srdce Ježíšova
- renesanční zvonice
- renesančně barokní lyceum
- zbytky hradeb z 15. a 16. století, ze kterých se zachoval souvislý pás. Původní celková délka hradeb byla 1,4 km, byly 7 m vysoké, 2 m silné se střílnami, s ochozy, 9 věžemi a 16 baštami. Některé věže se zachovaly, z dalších jsou torza, bašt zbylo 6 a téměř 500 m hradební zdi
- historické jádro města

## Osobnosti
- Juraj Hatrík, slovenský hudební skladatel, pedagog a teoretik
- Ladislav Hrdlička, archeolog
- Tivadar Kosztka Csontváry, maďarský malíř
- Bohuslav Nosák, slovenský národní buditel
- Samuel William Miščík, slovenský youtuber
- Klára Miščíková, slovenská youtuberka

## Partnerská města
- Çubuk, Turecko
- Kenderes, Maďarsko
- Siedlce, Polsko
- Soběslav, Česko